# 땜납

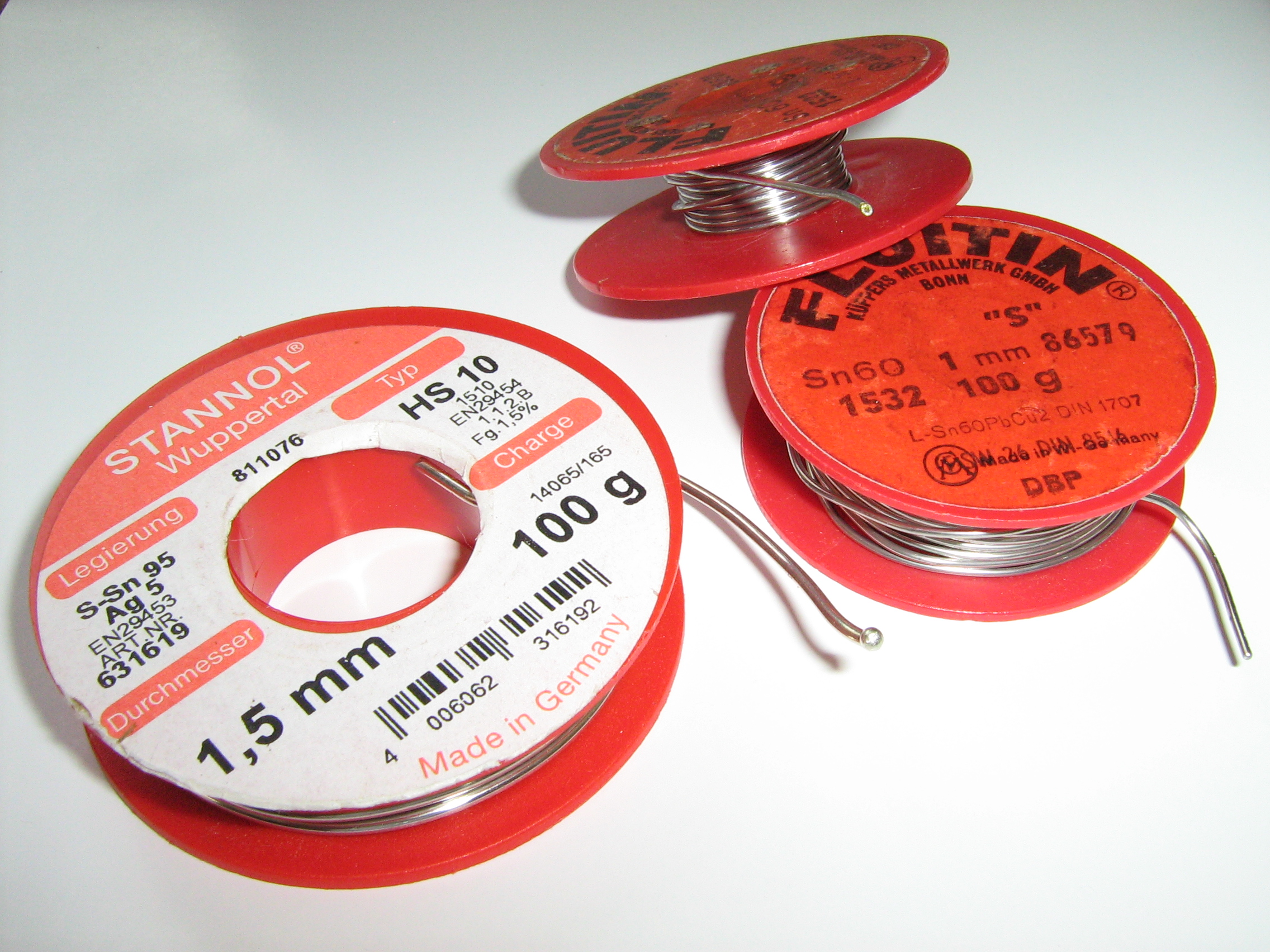
왼쪽: 무연 땜납
오른쪽: 유연 땜납

땜납(Solder)은 납땜에 사용되는, 녹는점이 낮은 합금을 말한다. 주로 납과 주석을 주성분으로 한 것이 사용된다. 최근에는 환경 보호를 위해 납을 포함하지 않은 무연 땜납이 등장하였다.

## 땜납의 종류
땜납은 용도나 주석의 함유율로 분류할 수 있다. 용도에 따라 굵기가 다르며, 납과 주석 외의 성분을 포함하기도 한다.
- 금속용
- 전기용
산화를 막고 접합을 용이하게 하기 위해 유지의 일종인 플럭스를 포함하는 것이 많다.
  - 전기 배선용 (주석 50%)
  - 인쇄 회로 기판용 (주석 53%)
  - 공정 땜납

주석의 비율이 63%이며, 녹는점이 184°C로 땜납 중에서 가장 낮다.
  - 고온 땜납
  - 저융점 땜납
  - 은 땜납

## 같이 보기
- 유해물질 제한지침(RoHS)